# فيكتور كابيتونوف
فيكتور كابيتونوف (بالروسية: Капитонов, Виктор Арсеньевич) مواليد 25 أكتوبر 1933 في تفير، الاتحاد السوفيتي - الوفاة 5 مارس 2005 في موسكو، كان دراجًا روسيًّا. سبق أن شارك في دورة الألعاب الأولمبية الصيفية وفاز بميدالية أولمبية.

## الميداليات
| الميدالية | المسابقة                       |
| --------- | ------------------------------ |
| ذهبية     | الألعاب الأولمبية الصيفية 1960 |

## روابط خارجية
- فيكتور كابيتونوف على موقع أرشيف الدراجات (الإنجليزية)
- فيكتور كابيتونوف على موقع إحصائيات الدراجات الإحترافية (الإنجليزية)
- فيكتور كابيتونوف على موقع CycleBase (الإنجليزية)
- فيكتور كابيتونوف على موقع أوليمبيديا (الإنجليزية)
- profile